# Вечерний Брест
«Вечерний Брест» — региональная общественно-политическая газета. Издается с 1991 года.

## Издатели
Учредителями являются ООО «РИА "Вечерний Брест"», брестский городской совет депутатов, ООО «Брествестпресс». Издатель — ООО «Редакция газеты "Вечерний Брест"». Главный редактор — Александр Седнев.
Выходит 1 раз в неделю по пятницам. Тираж — 5000 экземпляров (июль 2021 года).

## Награды
- Национальный конкурс печатных СМИ «Золотая Литера» — «Лучшая городская газета» (2008)[2]
- Национальный конкурс печатных СМИ «Золотая Литера» — «Лучший творческий проект года региональных, многотиражных печатных СМИ» за проект «Восточное партнерство» (2010)[3]
- Белорусский союз журналистов — почетное звание «Заслуженный журналист», присуждено главному редактору «Вечернего Бреста» Владимиру Шпарло (2012)[4]
- Национальный конкурс печатных СМИ «Золотая Литера» — «Лучшие материалы по тематике спорта и здорового образа жизни», лауреат — корреспондент газеты Александр Кульбака (2013)[5]